# 坤儀公主
坤儀公主（こんぎこうしゅ、1630年12月2日（崇禎3年10月29日） - ?）は、明の公主。明の最後の皇帝である崇禎帝の長女である。母は周皇后。
崇禎帝の実録と起居注は編まれておらず、坤儀公主の没年について記録が混乱している。一説に1644年4月24日夜間に父の手で負傷した、あるいは父の手で斬殺されたとされるが、これは長平公主や昭仁公主（共に坤儀公主の妹）との混同と考えられる。